# Приз Патріка Девара
Приз Патріка Девара (фр. Prix Patrick-Dewaere) — французька кінематографічна нагорода, яку присуджують щорічно з 2008 року молодим талановитим акторам, які працюють у французькій кіноіндустрії.

## Загальний опис
З 1981 по 2006 рік приз мав назву Приз Жана Габена. 2008 року через розбіжності між організаторами церемонії — Марлен і Еженом Муано — та донькою Жана Габена Флоранс Монкорже-Габен журі нагороди, що складається з журналістів, які працюють у кіно, спільно з організаторами ухвалили рішення про перейменування призу, присвоївши йому ім'я видатного актора Патріка Девара (1947—1982), який пішов з життя за трагічних обставин.
Приз Патріка Девара вручається одночасно з Призом Ромі Шнайдер найкращій молодій акторці Франції, заснованим у 1984 році.

## Лауреати
| Рік  | Фото актора | Лауреат(и)       |
| ---- | ----------- | ---------------- |
| 2008 |             | Жослін Ківрен    |
| 2009 |             | Луї Гаррель      |
| 2010 |             | Тахар Рахім      |
| 2011 |             | Жиль Лелуш       |
| 2012 |             | Джої Старр       |
| 2013 |             | Рафаель Персонас |
| 2014 |             | П'єр Ніне        |
| 2015 |             | Реда Катеб       |
| 2016 |             | Венсан Лакост    |